# Dudino il supermaggiolino
Dudino il supermaggiolino (Das verrückteste Auto der Welt) è un film del 1975 diretto da Rudolf Zehetgruber.
È il quarto film di una fortunata serie prodotta nella Repubblica Federale Tedesca dopo Il maggiolino Dudù contro leoni, pantere e zebù (1971), Dudù il maggiolino scatenato (1972) e Dudù il maggiolino a tutto gas (1973). Fu seguito da Zwei tolle Käfer räumen auf (1978).